# Ganxi, Chongqing
Ganxi (kinesiska: 泔溪) är en köping i sydvästra Kina. Den ligger i häradet Youyang i storstadsområdet Chongqing, omkring 240 kilometer öster om det centrala stadsdistriktet Yuzhong. Antalet invånare är 11 643. Befolkningen består av 5 640 kvinnor och 6 003 män. Barn under 15 år utgör 26,0 %, vuxna 15-64 år 59 %, och äldre över 65 år 13,0 %.